# Catarina de Bora
Catarina de Bora (em alemão: Katharina von Bora; Lippendorf, 29 de janeiro de 1499 — Torgau, 20 de dezembro de 1552), foi uma freira católica cisterciense alemã e, posteriormente, esposa do líder da Reforma Protestante, Martinho Lutero.
Não deixou nada escrito, além de uma carta pessoal e algumas comerciais. No entanto, teve papel de destaque na Reforma e participava das conversas mantidas por Lutero.

## Biografia

### Origens
Não há certeza sobre onde nasceu Catarina, mas é provável que tenha sido em Zülsdorf, junto a Lippendorf, povoado ao sul da cidade de Leipzig, filha de Hans von Bora (ou Jan von Bora, não há certeza) e sua primeira esposa Katharina, da família von Haubitz. Era uma família de nobres empobrecidos que tiveram que vender suas propriedades pouco após o nascimento de Catarina. Katharina, a mãe, faleceu cedo, em um parto, antes de 1505, ano em que o pai casou-se novamente, com Margarete, que também era de origem nobre, mas não melhorou a situação financeira da família. Catarina tinha ao menos três irmãos (Hans, Clemens e um de nome desconhecido). Possivelmente tinha também uma irmã. O filho do irmão desconhecido, chamado Florian, foi criado por Catarina e Lutero.
Catarina de Bora tinha apenas cinco anos de idade quando foi deixada por seu pai na escola do convento beneditino na cidade de Brehna, na Alemanha. Seu pai provavelmente achou que no convento ela pelo menos receberia uma boa educação. Mesmo não tendo planejado para si o estilo de vida de uma freira, Catarina passou a se submeter à rigorosa rotina vivida diariamente nos conventos. O convento de Brehna foi, possivelmente, escolhido porque ficava nas imediações de Bitterfeld, onde viviam parentes da família.

### No convento
Catarina esteve primeiro em Brehna. Ela aprendeu latim numa época em que as mulheres não conseguiam ler nem mesmo a própria língua. Também aprendeu a cozinhar, costurar, a cuidar de jardins e como utilizar ervas e chás. Em 1508, a família da Catarina a enviou para outro mosteiro, em Nimbschen, chamado Marienthron, da ordem das Sistersinianas Trono de Maria. Mais uma vez, o fator financeiro parece ter sido o decisivo. Enquanto em Brehna exigia-se uma contribuição fixa anual, em Nimbschen, a contribuição era espontânea - o pai de Catarina pagou 30 Gulden, moeda da época na Alemanha, uma quantidade pequena. Além disso, no final de 1508 ou início de 1509, tornou-se madre superiora do mosteiro uma parente de Catarina por parte de mãe, Margarete von Haubitz e lá vivia há muitos anos uma tia de Catarina, Magdalena von Bora. Por fim, Nimbschen era próxima de Zülsdorf, onde vivia a família de Catarina.
Em 1514, Catarina tornou-se noviça e, em 8 de outubro de 1515, freira. Mas quando Catarina tinha seus vinte e poucos anos, os ensinos de um homem chamado Martinho Lutero começaram a penetrar pelas paredes do convento. Lutero era um ex-monge que havia deixado o monastério quando entendeu mediante sua pessoal interpretação da Palavra de Deus, que os homens seriam salvos pela graça por meio da fé, não tendo a salvação relação alguma com as obras. Catarina estudou os escritos de Lutero, assim como outras reclusas que decidiram seguir o reformador. Elas negaram a vida de celibato e reclusão e escreveram a Lutero pedindo ajuda. O reformador aconselhou-as a escrever a seus pais pedindo que as tirassem do mosteiro, mas as famílias não ajudaram. Lutero, porém, sentindo-se responsável por aquele desejo das freiras de abandonar o mosteiro, encontrou um amigo que podia ajudar.

### Fuga do convento e encontro com Lutero

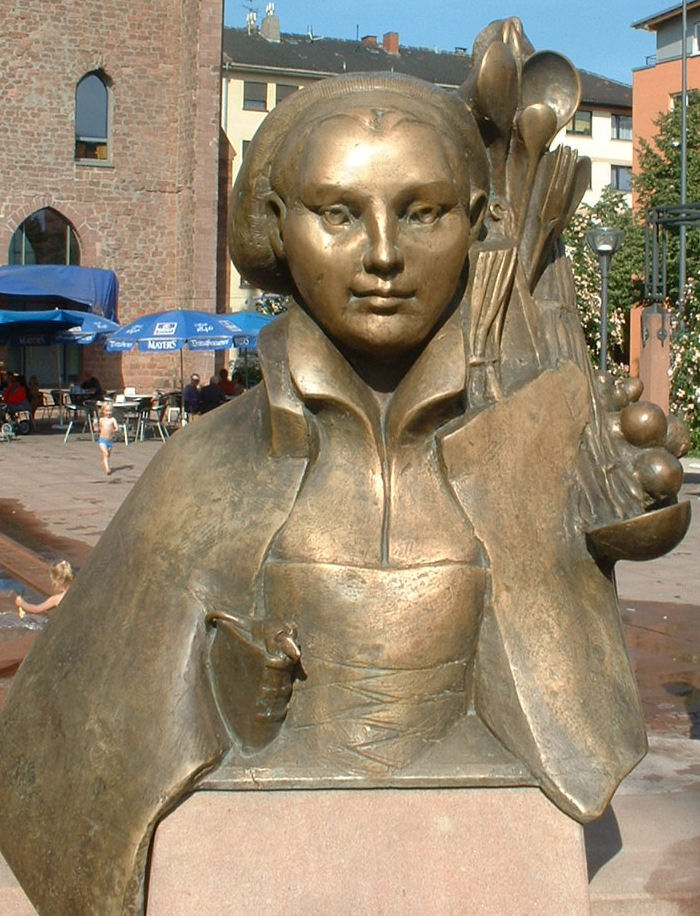
Busto de Catarina de Bora na cidade de Ludwigshafen, por Gernot e Barbara Rumpf

Às vésperas da Páscoa de 1523 Catarina e outras onze irmãs escaparam do convento. O amigo de Lutero chamava-se Leonhard Koppe, que, não querendo se envolver sozinho (a punição para quem auxiliasse uma freira a fugir era a morte), teve o auxílio de um parente, de mesmo nome. Na madrugada do domingo de Páscoa, em 5 de abril de 1523, o parente do amigo de Lutero entrou no mosteiro levando uma carga com tonéis de peixes e saiu de lá com as doze freiras escondidas na carruagem.
Koppe levou-as para Torgau, onde foram bem recebidas pela população. No entanto, ainda estavam muito perto de Nimbschen, podendo ser levadas de volta a qualquer hora. Três delas voltaram para seus lares, mas as famílias das outras nove não queriam recebê-las, com medo de represálias da Igreja Católica. A situação de Catarina era ainda pior, porque seus pais já haviam falecido e seus irmãos eram pobres e nem conheciam a irmã. As nove restantes foram levadas a Wittemberg. Lá, Catarina se apaixonou por um jovem, Hieronymus Baumgärtner, mas os pais dele se recusaram a deixar que o casamento acontecesse por causa de seu passado como ex-freira. Lutero, por sua vez, apoiou o romance. Ela ficou desolada. Lutero propôs que ela se casasse então com o pastor dr. Kaspar Glatz, mas ela recusou.

### Matrimônio com Lutero

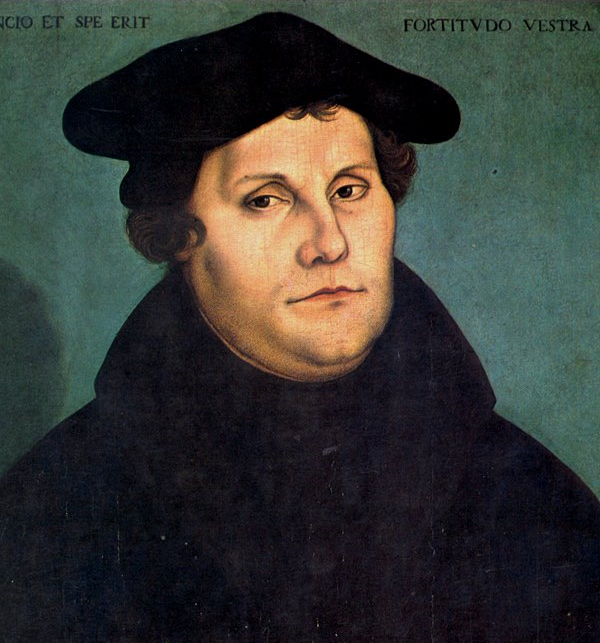
Martinho Lutero, marido de Catarina de Bora (retrato Lucas Cranach o Velho - 1529)

Catarina sinalizou para um amigo de Lutero que o reformador seria o tipo de marido que ela aceitaria – apesar da diferença de idade entre ambos, que era de quase dezesseis anos e apesar de Lutero dizer que não se casaria - ele julgava que a qualquer momento seria assassinado. Não se sabe o que, por fim, fez Lutero decidir-se pelo casamento. Então no dia 13 de junho de 1525, o ex-monge Martinho Lutero casou com a ex-freira Catarina de Bora. Ele tinha 42 anos e ela 26. A cerimônia aberta aconteceu 14 dias depois, em 27 de junho.

### Descendência
De Martinho Lutero e Catarina de Bora nasceram seis filhos: Johannes, Elisabeth, Magdalena, Martin, Paul e Margaretha. Duas filhas faleceram ainda crianças, e Margaretha foi a única que manteve a linhagem até os dias de hoje. Um descendente ilustre da família Lutero é o ex-presidente alemão Paul von Hindenburg.

### Trabalho
Catarina passou a administrar o dinheiro e os bens da família. Eles moravam no Schwarzes Kloster, onde anteriormente viviam monges agostinianos. O prédio foi incialmente cedido pela Universidade de Wittemberg e definitivamente doado pelo príncipe a Lutero em 1532. A casa era grande, e Catarina aproveitou para criar um pensionato para estudantes. Também comprou terras, cuidou da produção de alimentos e até tratava com os editores dos livros de Lutero. Além disso, mantinha uma farmácia caseira com medicamentos que ela mesma preparava. Ela atendia não só os familiares e hospedeiros como qualquer outra pessoa necessitada em Wittemberg. A cerveja que ela produzia também era bastante reconhecida.
Em seu testamento, Lutero indicou Catarina como sua herdeira universal. Isso, no entanto, não era permitido pela lei, pois sempre teria de haver um homem responsável pela viúva. O reformador, porém, não registrou o testamento em cartório. Quando da morte de Lutero, Catarina teve de lutar pela herança, conseguindo o reconhecimento só após a indicação de tutores para a família. Os tutores, porém, queriam levar os filhos do casal para suas casas, e mais uma vez Catarina teve que lutar para ficar com eles, no que teve sucesso.

### Fugas e morte
Catarina quis manter o pensionato e a criação dos filhos, mas a situação era difícil por não ter mais o ordenado de Lutero. Ela precisou escrever cartas pedindo auxílio a conhecidos, o que a deixou humilhada. Em 1546, o príncipe nomeou tutores para a família. Pouco tempo depois, estourou a guerra de Esmalcalda, Wittemberg foi ocupada e Catarina foi intimada a deixar a cidade. Retornou em novembro do mesmo ano, mas em janeiro do ano seguinte já teve que fugir novamente para Magdemburg. Lá, desfez-se de suas joias e cálices de prata para se sustentar. Estava praticamente sem recursos quando o rei da Dinamarca Christian III lhe enviou recursos, possibilitando que ela voltasse a Wittemberg.
Pouco depois, mais uma vez ela precisou fugir. Primeiro, planejou ir para Braunschweig, mas acabou tentando ir até a Dinamarca. Só conseguiu ir até Gifhorn e teve que retornar. Sua casa estava preservada, mas as terras estavam ocupadas e destruídas, e os Lutero, pobres. No verão de 1552, apareceu a peste em Wittemberg e Catarina fugiu, em setembro daquele ano, para Torgau. No caminho, teve que pular da carroça porque os cavalos saíram do caminho. Acabou caindo em uma poça d'água, machucando-se muito e chegando doente e paralítica na cidade. Seu estado de saúde foi piorando e, em 20 de dezembro de 1552, ela faleceu. Foi sepultada com honras na Igreja de St. Marien. Seu túmulo conta com uma escultura em tamanho real de Catarina, a Rosa de Lutero e o brasão da família von Bora.